# Mišo Juzmeski
Mišo Juzmeski (mak.: Мишо Јузмески) (Ohrid, 7. travnja 1966.) je makedonski književnik i fotograf.
Njegovi tekstovi se mogu naći u novinama i časopisima u Makedoniji i inozemstvu. Objavio je nekoliko knjiga i drugih publikacija. Njegova djela su prevedena na engleski, bugarski, nizozemski i češki jezik. Kao fotograf, sudjelovao je u samostalnim i grupnim izložbama, a neke njegove fotografije se mogu vidjeti kao ilustracija u raznim publikacijama.
U lipnju 2011. u Ohridu je osnovao Kulturni centar "Cultura 365". Ovdje je otvorena spomen soba posvećena nizozemskom piscu A. den Doolaardu uz izložbu knjiga i dokumenata, u organizaciji Juzmeskog. Također je objavio članke o ulozi A. den Doolaarda u razvitku nizozemsko-makedonskih odnosa.

## Izložbe
- Ohrid (Makedonija), 2000.
- Elšani (Makedonija),[9] 2008.
- Melnik (Bugarska),[10] 2008.
- Burgas (Bugarska), 2011.
- Ohrid (Makedonija), 2011.
- Ohrid (Makedonija), 2012.
- Bitolj (Makedonija), 2013.
- Ohrid (Makedonija), 2013.

## Vanjske poveznice
- Mišo Juzmeski na ISSUU